# Каир Паравел
Каир Паравел (на английски: Cair Paravel) е замък в поредицата Хрониките на Нарния, построен от Аслан, който го дава на Франк I и Елена. Столица на Нарния. В замъка са разположени четирите трона, на които могат да седнат само двама синове на Адам и две дъщери на Ева. Там сядат Питър Певънси, Сюзън Певънси, Едмънд Певънси и Луси Певънси. При владение на Телмар е разрушен, но по-късно е възстановен от Каспиан X, син на Каспиан IX и племенник на Мираз.